# 田菁
田菁（学名：Sesbania cannabina），为豆科田菁属下的一个植物种。